# Zenon Aleksandrowicz
Zenon Aleksandrowicz (ur. 11 października 1940 w Wilnie, 26 kwietnia 2019 w Gdańsku) – polski biochemik, dr hab. nauk medycznych, profesor nadzwyczajny Katedry i Zakładu Biochemii Wydziału Lekarskiego Gdańskiego Uniwersytetu Medycznego.

## Życiorys
Syn Bronisława i Stanisławy. W 1989 habilitował się na podstawie oceny dorobku naukowego i pracy zatytułowanej pt. ATPaza mitochondriów z tkanki człowieka, a potem otrzymał nominację na profesora nadzwyczajnego w Katedrze i Zakładzie Biochemii na Wydziale Lekarskim Gdańskiego Uniwersytetu Medycznego, oraz pracował na stanowisku prorektora ds. dydaktyki i pełnił funkcję prodziekana Wydziału Lekarskiego w latach 1993–1996, a także w latach 2002–2008.
Zmarł 26 kwietnia 2019. Został pochowany na gdańskim Cmentarzu Srebrzysko (rejon I, kolumbarium II-A-1).

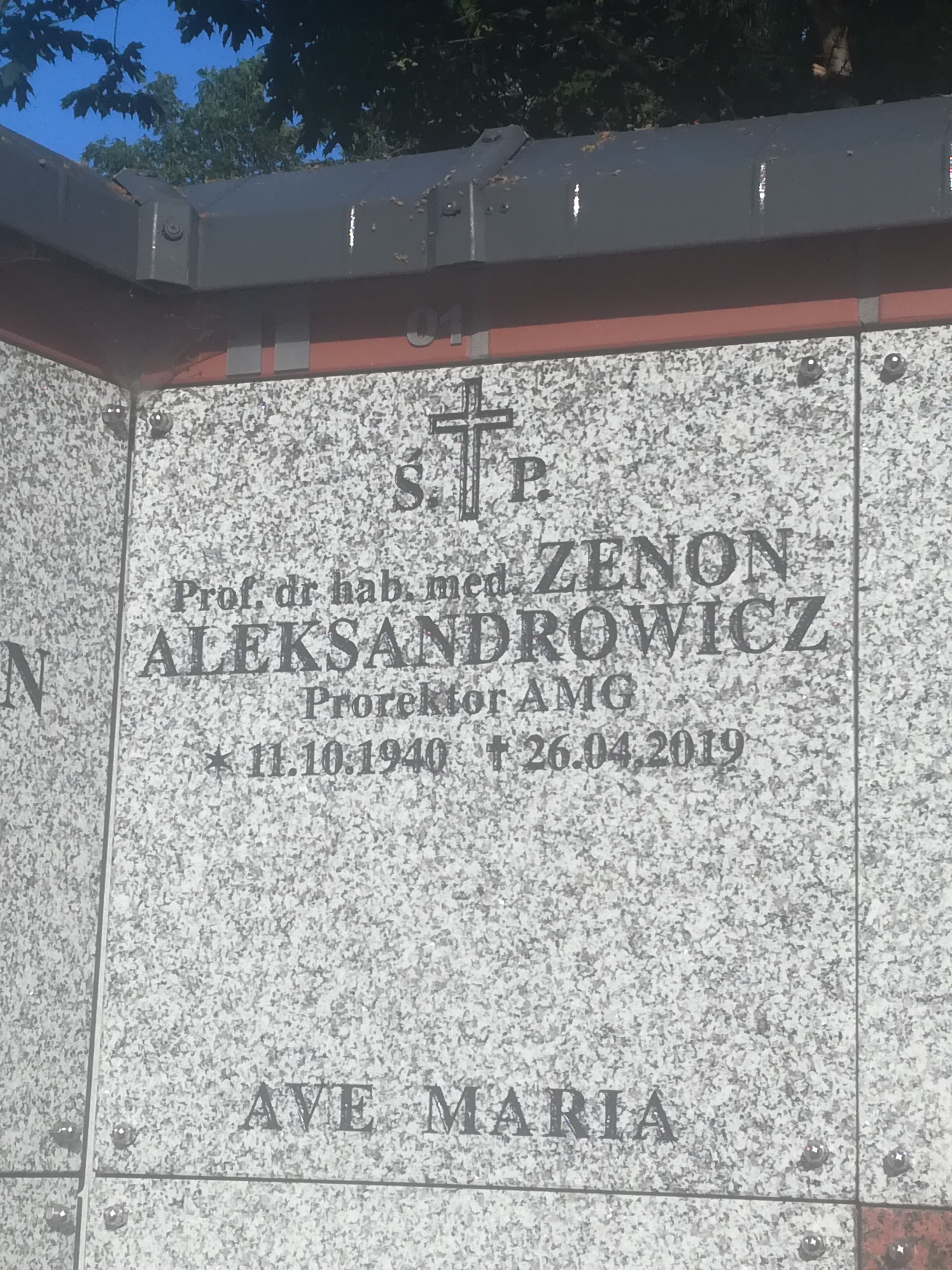
Grób prof. Zenona Aleksandrowicza na cmentarzu Srebrzysko

## Odznaczenia
- 2003: Medal Komisji Edukacji Narodowej[2]
- 1988: Złoty Krzyż Zasługi[2]